# Kazimierz Paskudzki
Kazimierz Paskudzki (ur. 29 grudnia 1928 w Paszkach Dużych, woj. lubelskie, zm. 1 października 1997) – prokurator wojskowy, funkcjonariusz Służby Bezpieczeństwa (pułkownik), rezydent kontrwywiadu PRL w Mińsku.

## Życiorys
Syn Czesława i Anny. W okresie powojennym pełnił funkcję prokuratora wojskowego (1948–1957), następnie przeniesiony do MSW (1957–); w okresie 1957–1965 poza pionem bezpieczeństwa. W 1965 został przeniesiony do Biura Śledczego MSW, w którym m.in. pełnił funkcję funkcjonariusza (1965–1969), z-cy nacz./nacz Wydz. I (1969–1981) i z-cy dyr. (1981–1984). Został wysłany do Grupy Operacyjnej „Wisła” MSW w Moskwie, w charakterze jej rezydenta w Mińsku (1984–1988), pełniącym swe obowiązki pod „przykryciem” zajmowania stanowiska konsula tamże(1978–1982), po przyjeździe do kraju pozostawał do dyspozycji dyrektora Departamentu Kadr MSW (1988–1990). Został pochowany na Cmentarzu Komunalnym w Piasecznie